# Wöllstadt
Wöllstadt é um município da Alemanha, situado no distrito de Wetterau, no estado de Hesse. Tem 15,38 km² de área, e sua população em 2019 foi estimada em 6.475 habitantes.